# Маслов-Орешин
Маслов-Орешин — село в Озинском районе Саратовской области, в составе сельского поселения Пигарёвское муниципальное образование. 
Село расположено на правом берегу реки Большая Чалыкла, примерно в 29 км по прямой севернее районного центра посёлка Озинки. Расстояние по автодороге составляет 32 км.
Население - 129 (2010)

## История
Село образовано в результате слияния хуторов Маслов и Орешин.
Мещанский хутор Маслов при реке Чалыкле упоминается в Списке населённых мест Российской империи по сведениям за 1859 год. Хутор относился к Новоузенскому уезду Самарской губернии. На хуторе проживало 70 мужчин и 40 женщин. Хутор Орешин впервые упоминается в Списке населенных мест Самарской губернии по сведениям за 1889 год. В 1889 году на хуторе Орешин (Попов) - 178 жителей, на хуторе Маслов - 118. Оба хутора относились к Натальинской волости Новоузенского уезда. 
В Списке населённых мест Самарской губернии 1910 года упоминается 4 отдельных населённых пункта: хутора Масловский купца А. Мальцева (20 мужчин и 10 женщин), Масловский Посевщиков (39 мужчин и 44 женщины), Орешин 2-й Н.Р. Попова (60 мужчин и 76 женщин) и Орешин Посевщики (10 мужчин и 6 женщин).
В 1919 году в составе Новоузенского уезда хутора включены в состав Саратовской губернии.

## Население
Динамика численности населения по годам:
| Годы      | 2002 |
| --------- | ---- |
| Население | 223  |

| 2002 | 2010 |
| ---- | ---- |
| 233  | ↘129 |

Национальный состав
Согласно результатам переписи 2002 года казахи - 65 %, русские - 26 % населения.